# Højby (stacja kolejowa)
Højby Fyn Station – stacja kolejowa na Svendborgbanen z Odense do Svendborga, znajdująca się w dzielnicy Odense Højby. Została otwarta 12 lipca 1876.